# Lista över insjöar i Bergs kommun
Detta är en lista över sjöar i Bergs kommun baserad på sjöns utloppskoordinat. Listan är av tekniska skäl uppdelad på flera listor.

## Listor
- Lista över insjöar i Bergs kommun (1-1000)
- Lista över insjöar i Bergs kommun (1001-2000)
- Lista över insjöar i Bergs kommun (2001-)